# Petr Málek

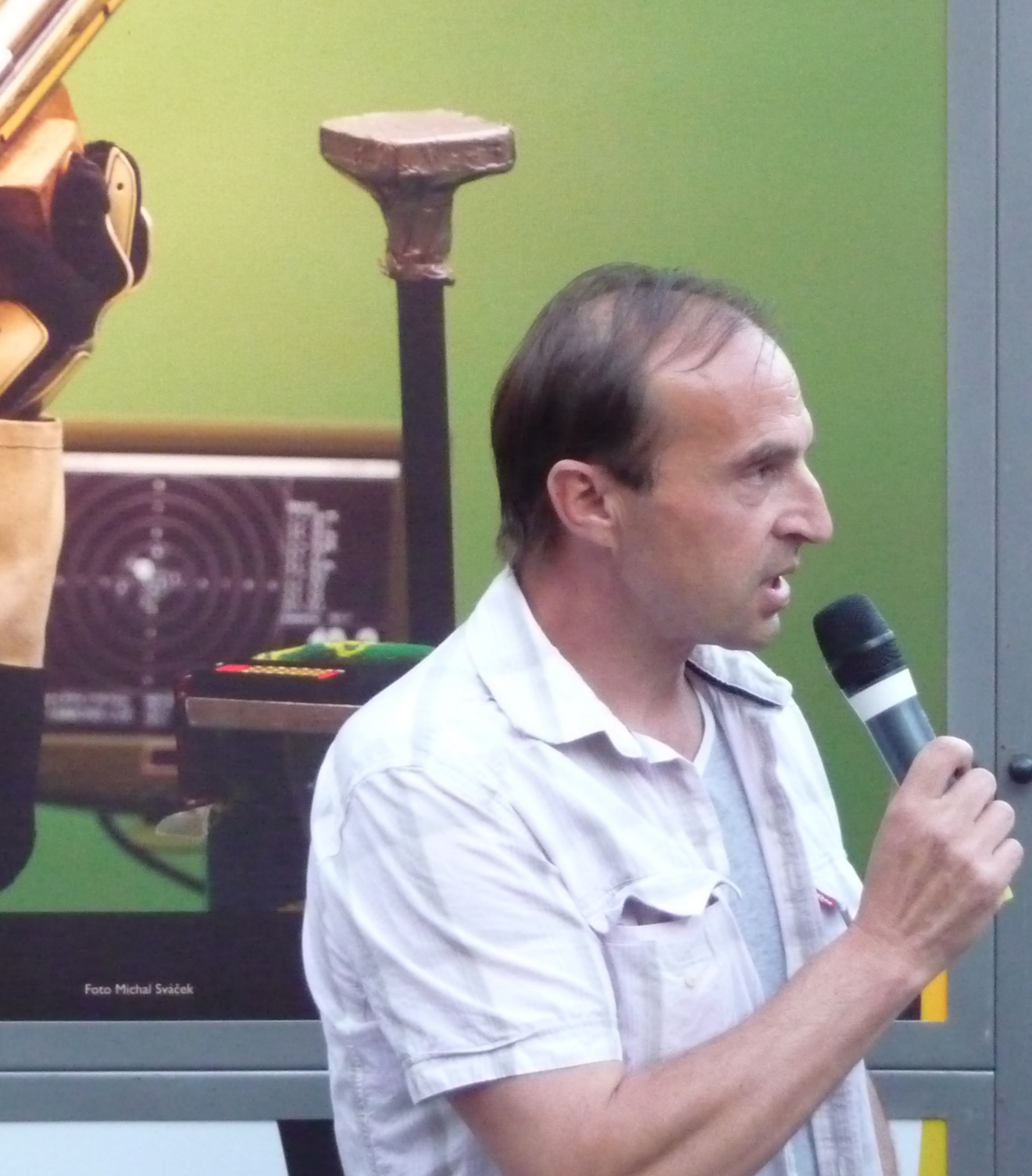
Petr Málek

Petr Málek, född 26 november 1961 i Moravský Krumlov, död november 2019, var en tjeckisk sportskytt.
Han blev olympisk silvermedaljör i skeet vid sommarspelen 2000 i Sydney.